# Szum (wodospad)
Szum (inna nazwa „Wodospad Szeroki”) – wodospad na potoku Będkówka w miejscowości Będkowice w województwie małopolskim, w powiecie krakowskim, w gminie Wielka Wieś, przy granicy z gminą Jerzmanowice-Przeginia.
Jeden z nielicznych i zarazem najwyższy wodospad na Wyżynie Krakowsko-Częstochowskiej, znajdujący się w obrębie Parku Krajobrazowego Dolinki Krakowskie. Wodospad położony jest pomiędzy schroniskiem Brandysówka a Brandysową Polaną ze skałami wspinaczkowymi (m.in. Dupą Słonia).  8000-6000 lat b2k, w okresie atlantyckiego optimum klimatycznego, w dolinie Będkówki tworzyły się progi martwicowe przez kalcyfikację mchów i wątrobowców. Wodospad Szum jest utworzony na wysokim na 4 metry, martwicowym progu skalnym, zbudowanym z wapieni. Za progiem wodospadu powstało dość rozległe rozlewisko.